# Союз ТМА-19М
«Союз ТМА-19М» — российский транспортный пилотируемый космический корабль, запущенный 15 декабря 2015 года к Международной космической станции. Доставил на МКС троих участников экспедиции МКС-46/47. Это 126-й пилотируемый полёт кораблей типа «Союз», начиная с первого полёта в 1967 году.

## Экипаж
| Космонавт         | Должность        | # полёта        | Корпорация      |                 |                 |                 |
| Основной экипаж   | Основной экипаж  | Основной экипаж | Основной экипаж | Основной экипаж | Основной экипаж | Основной экипаж |
| ----------------- | ---------------- | --------------- | --------------- | --------------- | --------------- | --------------- |
| Юрий Маленченко   | Командир экипажа | 6               | Роскосмос       |                 |                 |                 |
| Тимоти Копра      | Бортинженер-1    | 2               | НАСА            |                 |                 |                 |
| Тимоти Пик        | Бортинженер-2    | 1               | ЕКА             |                 |                 |                 |
| Дублёры           |                  |                 |                 |                 |                 |                 |
| Анатолий Иванишин | Командир экипажа | 2               | Роскосмос       |                 |                 |                 |
| Такуя Ониши       | Бортинженер-1    | 1               | JAXA            |                 |                 |                 |
| Кэтлин Рубенс     | Бортинженер-2    | 1               | НАСА            |                 |                 |                 |

## Полёт
15 декабря 2015 года в 14:03 мск корабль стартовал с космодрома Байконур. Корабль сближался с МКС по короткой шестичасовой схеме. 15 декабря 2015 года в 20:33 мск корабль, после неудачной попытки стыковки в автоматическом режиме, пристыковался к станции в ручном режиме, отстав от намеченного графика на 10 минут. Позднее стало известно, что автоматическая стыковка не удалась из-за недобора тяги одного из двигателей причаливания и ориентации.
В качестве индикатора невесомости экипаж использовал медальон, посвященный 55-летию полета первого человека в космос.
18 июня в 12:15 по московскому времени корабль совершил посадку.

## Галерея

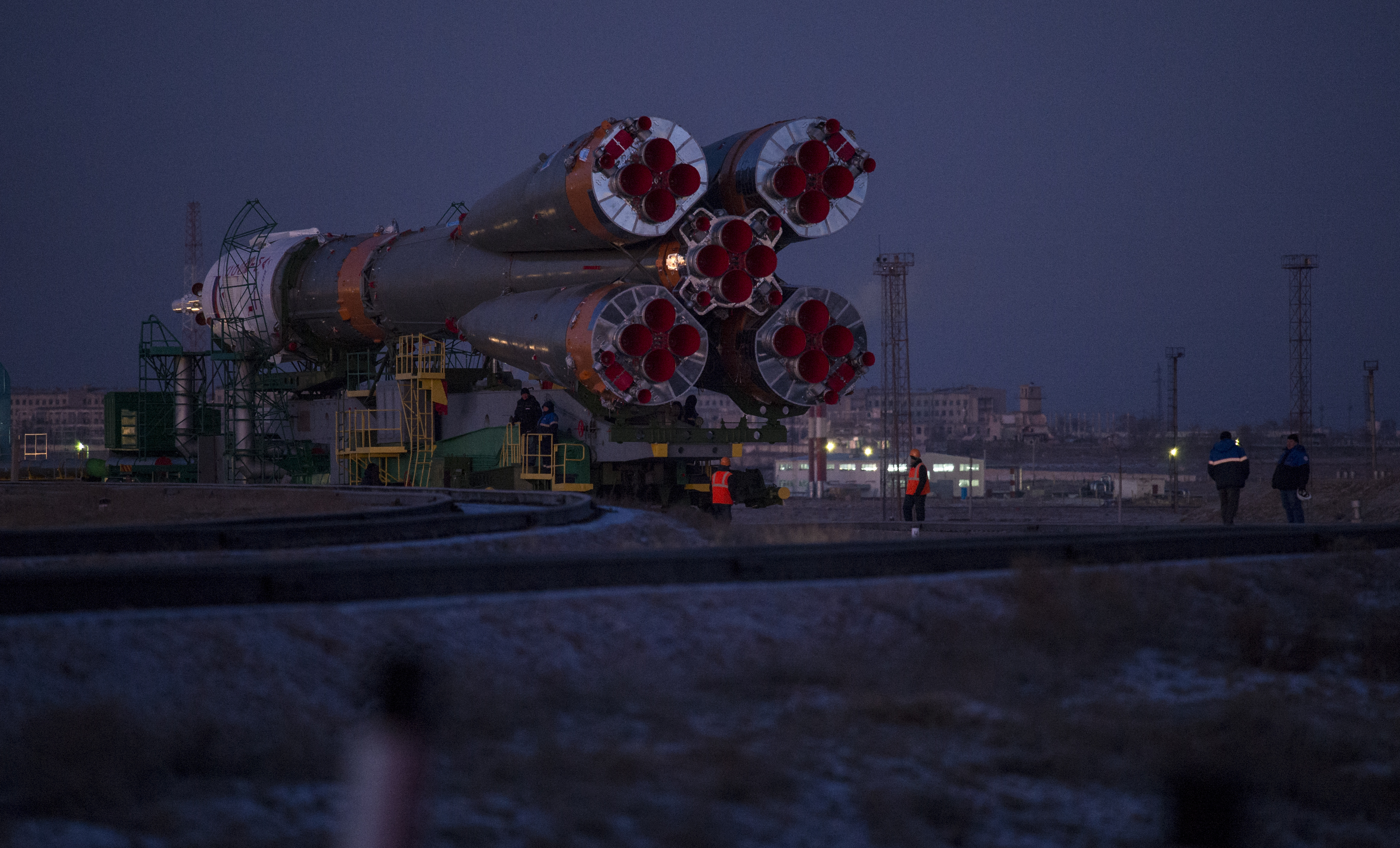
Вывоз ракеты-носителя из монтажно-испытательного комплекса 13 декабря 2015 года
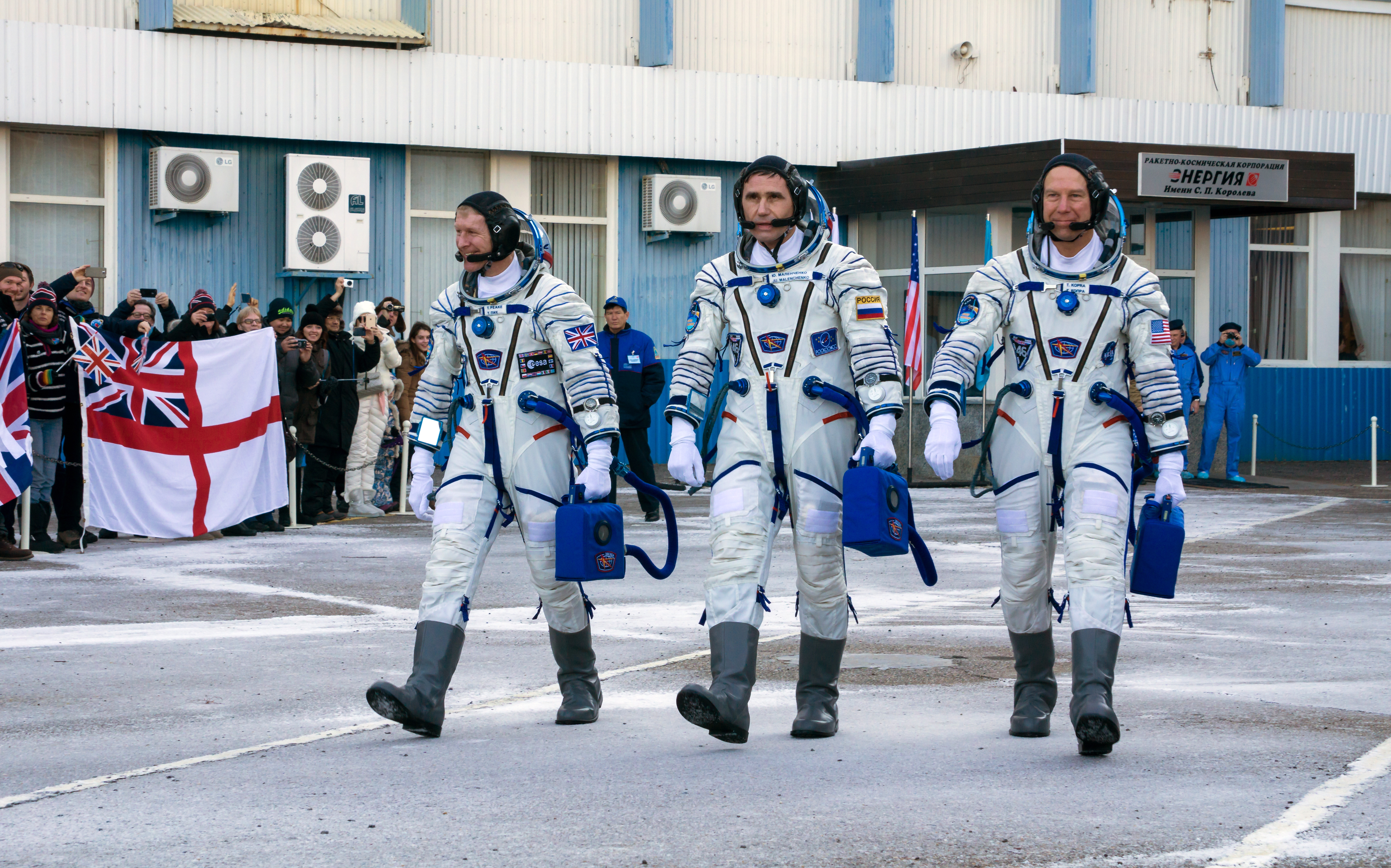
Экипаж «Союз ТМА-19М» идёт к ракете
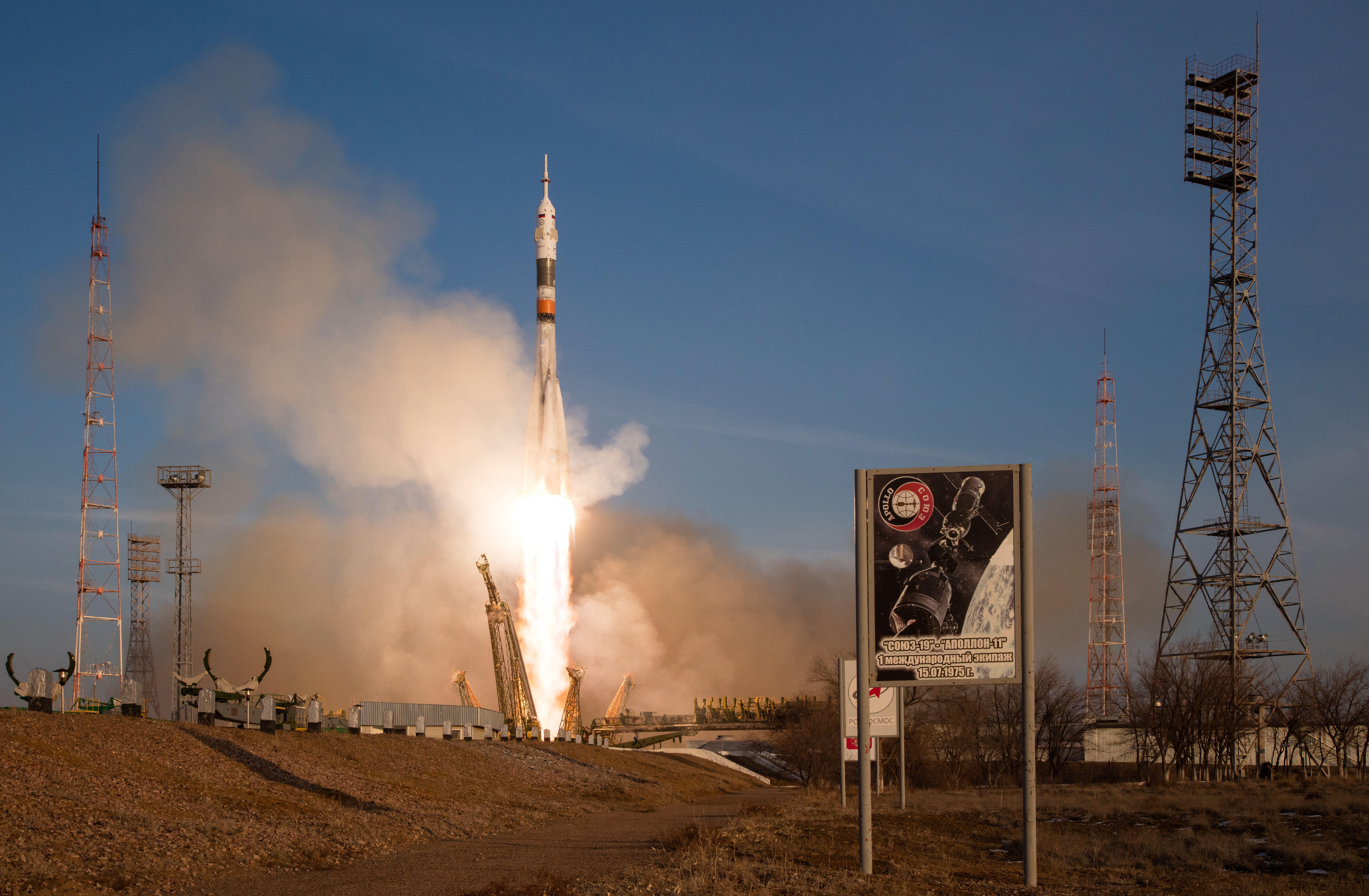
Запуск корабля TMA-19M с Байконура 15 декабря 2015 года